# Drimia duthieae
Drimia duthieae là một loài thực vật có hoa trong họ Măng tây. Loài này được (Adamson) Jessop mô tả khoa học đầu tiên năm 1977.